# Perquisition
La perquisition est la recherche d'éléments de preuve d'une infraction, par la police, au domicile d'une personne physique ou dans les locaux d'une personne morale.

## Par pays

### Canada
En droit canadien, le mandat de perquisition est prévu à l'art. 487 (1) du Code criminel. Cette disposition prévoit qu'un juge qui est convaincu de l'existence d'une chose relative à une illégalité prévu au Code criminel (par ex. une chose volée, une chose qui sert à prouver une infraction, une chose destinée à la perpétration d'une infraction ou un bien infractionnel) peut à tout moment ou « décerner un mandat autorisant un agent de la paix ou, dans le cas d’un fonctionnaire public nommé ou désigné pour l’application ou l’exécution d’une loi fédérale ou provinciale et chargé notamment de faire observer la présente loi ou toute autre loi fédérale ».
Si le policier voit des biens illicites qui ne sont pas au mandat (par ex. de la drogue), l'art. 489 (2) C.cr autorise le policier à saisir toute chose pour des motifs raisonnables. Il s'agit de la règle du plain view.
Il existe des règles particulières concernant la perquisition d'une résidence et de ses lieux périphériques. Par exemple, on ne peut pas effectuer une perquisition sans mandat dans un lieu privé périphérique à la résidence comme la cour arrière, d'après l'arrêt R. c. Kokesch. D'après l'arrêt Eccles c. Bourque et al, les policiers ont l'obligation de faire une annonce avant de pénétrer de force dans une résidence :  ils doivent donner : « (i) avis de leur présence en frappant ou en sonnant, (ii) avis de leur autorité, en s’identifiant comme agents chargés d’exécuter la loi et (iii) avis du but de leur visite, en déclarant un motif légitime d’entrer ».
Dans les arrêts Lavallee, Rackel & Heintz c. Canada (Procureur général)' et Canada (Procureur général) c. Fédération des ordres professionnels de juristes du Canada, la Cour suprême a formulé des règles strictes pour les perquisitions dans les cabinets d'avocats.

### États-Unis
Les perquisitions nécessitent un mandat : le mandat de perquisition ou Search Warrant. Cette exigence résulte du Quatrième amendement de la Constitution des États-Unis, qui protège les citoyens américains contre les opérations de police arbitraires. Le mandat de perquisition, qui doit être motivé par écrit, est généralement délivré aux forces de police par un juge ou le cabinet du procureur (le District Attorney ou l'un de ses assistants). Pour une perquisition à domicile, l'accusé doit choisir un à deux témoins présents sur les lieux qui ne peuvent pas être membres de la famille.

### France
Les perquisitions sont réglementées par les articles 56 et suivants du Code de procédure pénale. Elles sont possibles dans tous les lieux où la personne peut se dire « chez elle » (définition pénale du domicile) quel que soit son titre d'occupation, comme un camping ou une chambre d'hôtel ou l'appartement d'un tiers si elle y vit. En enquête de flagrance, un officier de police judiciaire peut effectuer une perquisition sans assentiment du propriétaire ou de l'occupant dans le cas où l'infraction reprochée est punie d'une peine d'emprisonnement. Le mis en cause doit être présent ou, si cela n'est pas possible, l'officier de police judiciaire doit désigner deux témoins civils et majeurs pour que la perquisition soit légale. Seule l'intrusion dans le domicile, d'un fonctionnaire de police sans décision du juge des libertés ou sans le consentement de l’occupant dans le cadre d'une enquête préliminaire, constitue une atteinte au droit à l'inviolabilité du domicile. Les perquisitions peuvent donner lieu à des saisies sur tous les objets relatifs aux faits incriminés et utiles à la manifestation de la vérité. Le législateur a créé des régimes spéciaux afin de protéger certains intérêts comme la liberté de la presse, les droits de la défense ou le secret professionnel. Les perquisitions peuvent être menées par le juge d'instruction ou par la police judiciaire. Elles nécessitent alors l'établissement d'une commission rogatoire par laquelle le juge charge un officier de police judiciaire de procéder en son nom à des mesures d'instruction.

### Royaume-Uni
Les mandats de perquisition peuvent être délivrés par un magistrat local, mais aussi par des policiers de grade d'Inspector (Lieutenants) ou supérieur ; leur exécution nécessite la présence d'un policier, le constable. La procédure est entièrement régie par l'article 18 du Police and Criminal Evidence Act (en) (PACE), loi dont la dernière révision remonte à 1984. Cette loi dispose notamment que dans le cas (fréquent) où la police a arrêté un prévenu, la fouille de son domicile peut être menée sans mandat, mais requiert la présence d'un officier de police (grade d’inspector).
Dans les autres cas (suspect ou complice non arrêté), l'alinéa 18.5 de la loi autorise le constable à mener la fouille immédiatement, mais en présence du propriétaire (du suspect) avant son audition au poste de police.
L’alinéa 18.32 précise que si un individu est arrêté chez lui ou juste en sortant de chez lui, le constable peut immédiatement procéder à la perquisition du domicile ou de ses abords.
En Écosse, il faut un magistrat, comme en France.

### Suisse
En Suisse, la perquisition du domicile, de documents ou de supports de données est réglée par le Code de procédure pénale (articles 241 à 248).
Une perquisition sans le consentement de l'ayant droit est possible uniquement en cas de suspicion de présence personnes recherchées, d’objets à séquestrer ou d'infraction en cours. Le mandat écrit doit être présenté et les personnes doivent être informées de leurs droits, notamment le droit de refuser de témoigner et de demander une mise sous scellés des objets. En cas de mise sous scellés, la justice doit ensuite de procéder à une pesée des intérêts et faire le tri entre les données indispensables à la procédure pénale et celles couvertes par un intérêt légitime du prévenu.
Dans le cas de supports de données électroniques (ordinateurs, smartphones, etc.), la police ne peut pas exiger les mots de passe. Le droit de ne pas donner ses mots de passe a été confirmé par le Tribunal fédéral en 2019, en application du droit de ne pas s'auto-incriminer,.

## Inspection d'entreprises sur décision de la Commission européenne
Afin de garantir le respect du droit de la concurrence, la Commission européenne peut procéder à des inspections dans les locaux des entreprises présentes dans l'Union européenne.
En cas de refus de l'entreprise ou si l'entreprise est déclarée coupable de pratiques déloyales, des sanctions financières peuvent être imposées. Ce régime d'inspection est parfois qualifié de perquisition par la presse,,.